# Franz Wohlfahrt
Franz Bernhard Wohlfahrt (Sankt Veit an der Glan, 1964. július 1. –) osztrák válogatott labdarúgókapus, edző.

## Klub pályafutása
Pályafutását szülővárosában az SV Sankt Veitnél kezdte, 17 évesen szerződött első és pályafutása legmeghatározóbb profi klubjához, az Austria Wienhez. Itt két szakaszban csaknem húsz éven át védett, eközben hat bajnoki címet és négy kupagyőzelmet szerzett. 1993-ban az év osztrák labdarúgója lett.
1996-ban, 32 évesen szerződött Németországba a VfB Stuttgart csapatához. Itt részese volt a (többek között Kraszimir Balakov, Fredi Bobic, Zvonimir Soldo és a fiatal Lisztes Krisztián nevével is fémjelzett) csapat nagy sikerének, amikor az 1997–98-as KEK sorozat  döntőjébe jutottak, és ott a Chelsea FC győzött 1–0-ra.  Később még visszatért az Austria csapatához és ott fejezte be profi pályafutását.
2006 júliusától kapusedzőként dolgozott az SK Schwadorf 1936, a VfB Admira Wacker Mödling, és az osztrák válogatott alkalmazottjaként is. 2008-tól vezetőedzőként dolgozik az ASV Baden csapatánál.

### Incidens az Ajax-Austria mérkőzésen
1989. szeptember 27-én azzal került Wohlfahrt a sportlapok címoldalára, hogy az Ajax Amsterdam-Austria Wien UEFA-kupa mérkőzésen egy hazai szurkoló megdobta őt. Ezután az Ajax csapatát az UEFA egy évre kizárta a nemzetközi kupaküzdelmekből.

## Válogatott pályafutása
Wohlfahrt 1983-ban került be az osztrák U20-as válogatottba, részt vett az 1983-as U20-as világbajnokságon.
A felnőtt válogatottban 1987-ben mutatkozott be egy Svájc elleni barátságos mérkőzésen. 14 éven át volt a válogatott keret tagja, de pályafutása nagyobb részében, így az 1998-as világbajnokságon is Michael Konsel cseréjeként számoltak vele a szövetségi kapitányok. Így is 59 válogatottsággal zárta pályafutását, utolsó mérkőzésén Törökország ellen védett a 2002-es labdarúgó-világbajnokság selejtezőjében (Törökország–Ausztria: 5–0).
Pályafutása egyik legemlékezetesebb - és egyben legszomorúbb - mérkőzése 1999. március 27-én volt, amikor a spanyol válogatott elleni mérkőzésen a valenciai Mestallában 9 gólt kapott (Spanyolország–Ausztria: 9–0).

## Sikerei, díjai
- Osztrák bajnok: 1984, 1985, 1986, 1991, 1992, 1993
- Osztrák kupagyőztes: 1986, 1990, 1992, 1994
- Német kupagyőztes: 1997
- KEK-döntős (ezüstérmes): 1998
- Az év osztrák labdarúgója: 1993